# 1978 NBA Draft
1978 NBA Draft – National Basketball Association Draft, który odbył się 9 czerwca 1978 w Nowym Jorku.

## Legenda
Pogrubiona czcionka – wybór do All-NBA Team.
|  | - występ w NBA All-Star Game. |

Gwiazdka (*) – członkowie Basketball Hall of Fame.

## Runda pierwsza
| Nr | Zawodnik                    | Narodowość        | Drużyna NBA            | College/Drużyna              |
| -- | --------------------------- | ----------------- | ---------------------- | ---------------------------- |
| 1  | Mychal Thompson (C)         | Bahamy            | Portland Trail Blazers | University of Minnesota      |
| 2  | Phil Ford (PG)              | Stany Zjednoczone | Kansas City Kings      | University of North Carolina |
| 3  | Rick Robey (C/PF)           | Stany Zjednoczone | Indiana Pacers         | University of Kentucky       |
| 4  | Micheal Ray Richardson (SG) | Stany Zjednoczone | New York Knicks        | University of Montana        |
| 5  | Purvis Short (SF)           | Stany Zjednoczone | Golden State Warriors  | Jackson State University     |
| 6  | Larry Bird* (SF/PF)         | Stany Zjednoczone | Boston Celtics         | Indiana State University     |
| 7  | Ron Brewer (SG)             | Stany Zjednoczone | Portland Trail Blazers | University of Arkansas       |
| 8  | Freeman Williams (SG)       | Stany Zjednoczone | Boston Celtics         | Portland State University    |
| 9  | Reggie Theus (SF/SG)        | Stany Zjednoczone | Chicago Bulls          | University of Nevada         |
| 10 | Butch Lee (PG)              | Portoryko         | Atlanta Hawks          | Marquette University         |
| 11 | James Hardy (PF)            | Stany Zjednoczone | New Orleans Jazz       | University of San Francisco  |
| 12 | George L. Johnson (SF/PF)   | Stany Zjednoczone | Milwaukee Bucks        | St. John’s University        |
| 13 | Winford Boynes (SG/SF)      | Stany Zjednoczone | New Jersey Nets        | University of San Francisco  |
| 14 | Roger Phegley (SG/SF)       | Stany Zjednoczone | Washington Bullets     | Bradley University           |
| 15 | Mike Mitchell (SF)          | Stany Zjednoczone | Cleveland Cavaliers    | Auburn University            |
| 16 | Jack Givens (SF)            | Stany Zjednoczone | Atlanta Hawks          | University of Kentucky       |
| 17 | Rod Griffin                 | Stany Zjednoczone | Denver Nuggets         | Wake Forest University       |
| 18 | Dave Corzine (C)            | Stany Zjednoczone | Washington Bullets     | DePaul University            |
| 19 | Marty Byrnes (SF)           | Stany Zjednoczone | Phoenix Suns           | University of Syracuse       |
| 20 | Frank Sanders (SG/SF)       | Stany Zjednoczone | San Antonio Spurs      | Southern University          |
| 21 | Mike Evans (PG)             | Stany Zjednoczone | Denver Nuggets         | Kansas State University      |
| 22 | Ray Townsend (PG)           | Stany Zjednoczone | Golden State Warriors  | UCLA                         |

Gracz spoza pierwszej rundy tego draftu, który wyróżnił się w czasie gry w NBA to Maurice Cheeks.
Larry Bird debiutował dopiero w następnym sezonie (1979/80).